# Соната для фортепіано № 16 (Бетховен)

Початок сонати № 16

Соната для фортепіано № 16, соль мажор, op. 31 № 1 Л. ван Бетховена написана в 1801–1802 роках.
Складається із 3-х частин:
1. # Allegro vivace
2. Adagio grazioso
3. Rondo, allegretto — presto

Соната, порівняно із іншими популярними творами Бетховена, рідше виконується на концертних і рідше використовується в навчанні виконавців. Це пояснюється насамперед тим, вона є доволі складна й розгорнута: її виконання потребує досить високого рівня піаністичної підготовки (насамперед друга і третя частини).